# イ・ジア
イ・ジア（漢字: 李智雅、ハングル: 이지아、ラテン翻字: LEE Ji-ah、1978年8月6日または1981年2月2日 - ）は、韓国の女優。BHエンターテインメント所属。パサデナ・アートセンター・カレッジ・オブ・デザイン出身。本貫は光山金氏。

## 人物・来歴
デビューは、視聴率平均30%以上を獲得したMBCのドラマ『太王四神記』で、ペ・ヨンジュン演ずる大王タムドクの恋人スジニ役。韓国で生まれ、小学生のときに米国へ移住した。美術大学在学時に太王四神記のオーディションを受け、ハ・ジウォンやキム・テヒなどの有名女優を押しのけ、高倍率のオーディションを勝ち抜きスジニ役を得た。
2007年のMBCドラマ賞では、自身がデザインした服で注目を浴びた。同授賞式では「最優秀新人女優賞」「ベストスター賞」および「ベストカップル賞」（ペ・ヨンジュンと共に）の3つの賞を受賞。一方で、2007年のMBC演技賞において「ワーストドレッサー賞」にも選ばれている。
1997年ごろ歌手ソ・テジと極秘結婚したが、約2年7か月後の2000年6月別居を始め、2006年1月にイの離婚要請があった後、2006年6月12日、イ側が単独でアメリカ法廷の離婚判決を受け、2006年8月9日夫婦関係に終止符を打った。その後、2011年に入り、イ側が「慰謝料および財産分割」を要求。また、訴訟進行過程で米国裁判所の離婚判決は韓国の国内法上効力を持たないことが今回確認されたとして、2011年1月19日に離婚訴訟に入った。イの所属事務所キイストが双方確認後、公式の立場で「子供がいるという報道は事実無根であると明白に申し上げる」と明らかにした。2011年7月29日、双方合意の上、正式に離婚手続きを終えた。また、これと関連した金銭取引はないと明らかにし、イ側が当初要求した「慰謝料および財産分割」を全面放棄したことを再確認した。ソとの離婚訴訟問題報道後、イと交際中だったチョン・ウソンとは2011年5月末頃自然解消したと伝えられている。
祖父の金淳興が親日派として『親日人名辞典』に掲載されていたことが2011年12月に判明し、イも批判の対象となった。
2016年5月13日、所属事務所をからBHエンターテインメントに移籍を発表。

## 出演作品

### テレビドラマ
- 太王四神記（2007年、MBC） - スジニ（수지니）役
- ベートーベン・ウィルス〜愛と情熱のシンフォニー〜（2008年、MBC） - トゥ・ルミ（두루미）役
- スタイル（2009年、SBS） - イ・ソジョン（이서정）役
- ATHENA -アテナ-（2010年-2011年、SBS） - ハン・ジェヒ（한재희）役
- 私も花!（2011年、MBC） - チャ・ボンソン（차봉선）役
- 3度結婚する女（2013年、SBS） - オ・ウンス（오은수）役
- 雪蓮花（2015年、SBS） - ハン・ヨンヒ／チュク・ヨンデ役
- マイ・ディア・ミスター〜私のおじさん〜（2018年、tvN） - カン・ユニ（강윤희）役
- 私だけに見える探偵（2018年、KBS） - ソンウ・ヘ（선우해）役
- ペントハウス（2020年、SBS） - シム・スリョン役
- ペントハウス2（2020年-2021年、SBS） - シム・スリョン役
- ペントハウス3（2021年、SBS） - シム・スリョン役
- パンドラ 偽りの楽園（2023年、tvN） - ホン・テラ役

### 映画
- 2009年 顔と心と恋の関係(日韓合作映画) - ワン・ソジュン役
- 2011年 アテナ：ザムービー - ハン・ジェヒ役
- 2016年 ムスダン  - 新油絵中尉役

### バラエティ
- 2009年9月5日 SBS「キム・ジョンウンのチョコレート」 - ゲスト
- 2010年1月31日、2月7日 MBC「日曜日 、日曜日の夜に 恵みの雨 - ゲスト
- 2014年8月11日 SBS「ヒーリングキャンプ、嬉しくないのか」 - ゲスト
- 2020年11月22日 SBS「ランニングマン」 -ゲスト
- 2020年12月24日、2021年01月07日〜21日SBS「味他人の広場」 - ゲスト
- 2021年2月14日、21日SBS「執事部一体」 - サブ（2回連続）

### コマーシャル
- LGユープラス」ラララ」編
- Lotte Candy: Anytime (애니타임)（2007年）
- Lotteria Hamburger (롯데리아 햄버거)（2007年）
- ISA KNOX (이자녹스)<kind: make-up>（2007年）
- DRESSED TO KILL Model（2008年）

## 受賞歴
- 2007 MBC演技大賞 新人女優賞「太王四神記」
- 2007 MBC演技大賞 10大スター賞「太王四神記」
- 2007 MBC演技大賞 ベストカップル賞（ペ・ヨンジュン）「太王四神記」
- 2008 第44回百想芸術大賞 TV部門女性新人演技賞「太王四神記」
- 2020 SBS演技大賞 中・長編ドラマ部門女性最優秀演技賞「ペントハウス」